# Eosentomon gamae
Eosentomon gamae är en urinsektsart som beskrevs av Aldaba 1986. Eosentomon gamae ingår i släktet Eosentomon och familjen trakétrevfotingar. Inga underarter finns listade i Catalogue of Life.